# Timotessubani-Kloster

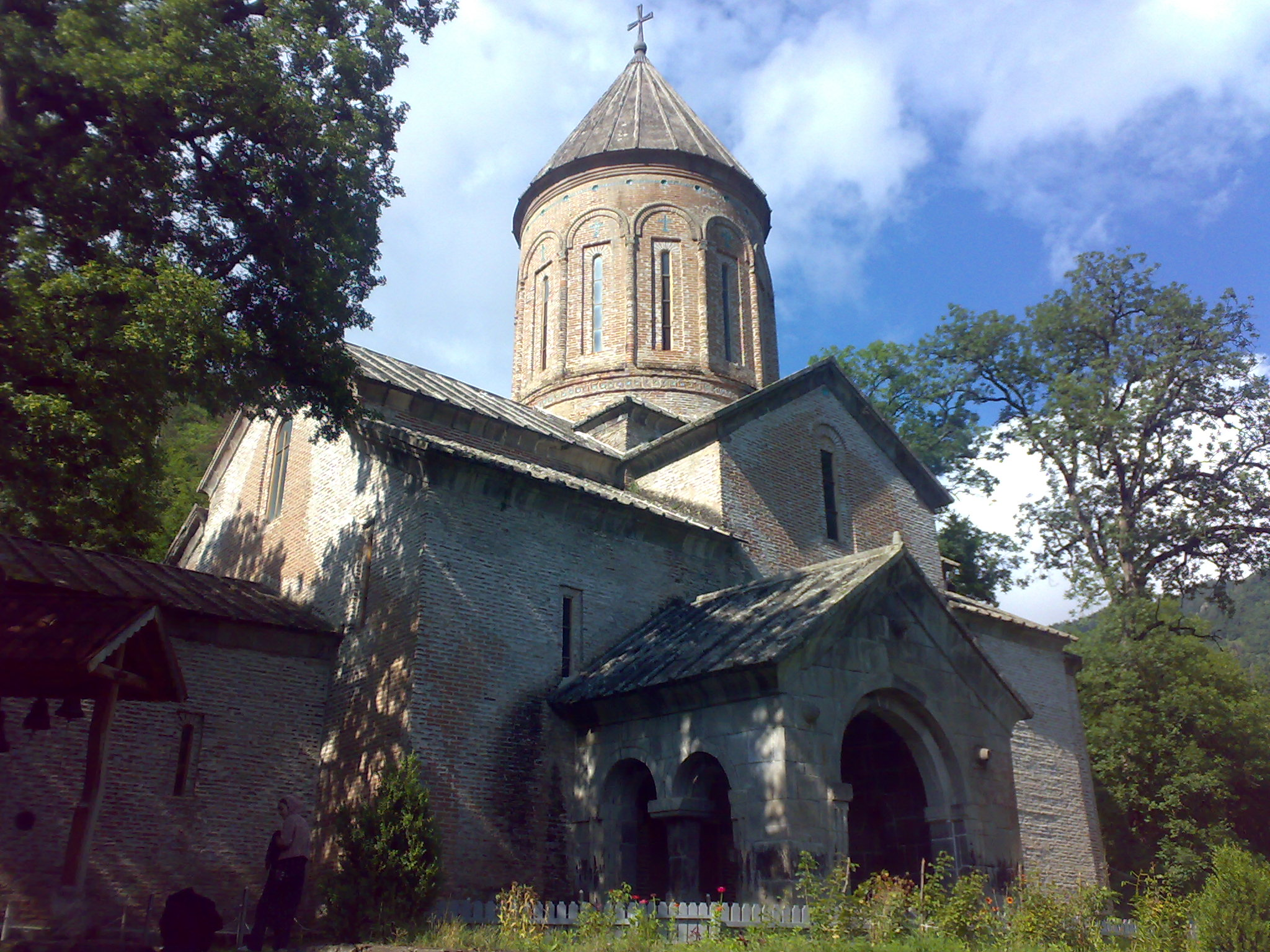
Timotessubani-Kloster, die Hauptkirche

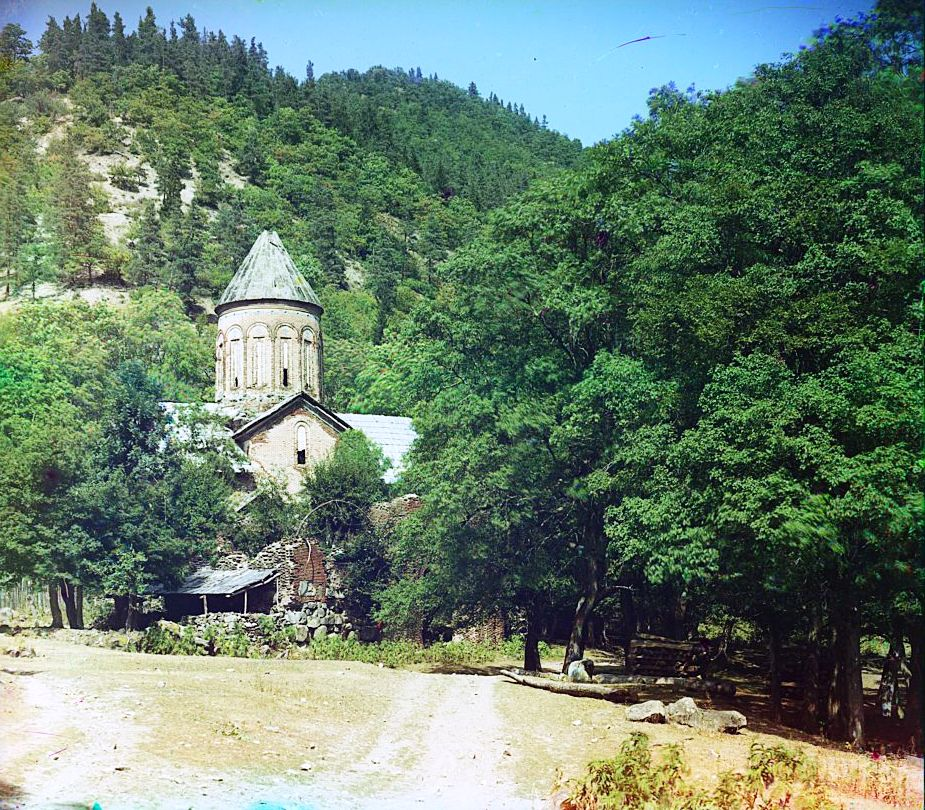
Timotessubani. Foto von Prokudin-Gorsky, 1909–1915

Das Timotessubani-Kloster (georgisch ტიმოთესუბანი, ტიმოთესუბნის მონასტერი) ist ein mittelalterliches georgisch-orthodoxes Kloster in der georgischen Region Samzche-Dschawachetien, in der Munizipalität Bordschomi, im gleichnamigen Dorf Timotessubani.
Der Komplex besteht aus einer Reihe von mehreren Gebäuden, die zwischen dem 11. und dem 18. Jahrhundert gebaut wurden. Davon ist die Hauptkirche des Klosters die größte und besonders wichtig; sie wurde in der so genannten „goldenen Zeit“ des georgischen Königreichs in der Regierungszeit der Königin Tamar (1184–1213) errichtet. In einer zeitgenössischen Inschrift wird der georgische Adlige Schalwa von Achalziche als Patron der Kirche genannt. 
Die Kirche wurde aus rosa Stein gebaut. Der Plan der Kirche hat einen Grundriss mit Kreuz-in-Quadrat und drei Apsiden in der Ostseite. Die Kuppel ruht auf zwei freistehenden Säulen und der Ecke des Altars. Später wurden südlich und westlich zwei Portale angebaut.
Das Innenraum wurde spätestens in den 1220er Jahren mit Fresken geschmückt. Die Wandmalereien von Timotessubani sind durch ihre Lebhaftigkeit und die Komplexität des ikonographischen Programms bekannt. Diese Fresken wurden in den 1970er Jahren von E. Priwalowa und ihren Kollegen gereinigt und erforscht.